# Korbmuscheln
Die Korbmuscheln (Corbulidae) sind eine Muschel-Familie aus der Ordnung der Myida. Die ältesten Vertreter der Familien erschienen bereits im Jura.

## Merkmale
Die kleinen bis mittelgroßen Gehäuse sind meist mehr oder weniger deutlich ungleichklappig. Die rechte Klappe ist größer und meist stärker gewölbt als die linke Klappe. Sie sind auch mehr oder weniger ausgeprägt ungleichseitig, meist ist das Hinterende verlängert und z. T. sogar zu einem Rostrum ausgezogen. Es kommen auch in sich verdrehte Gehäuse vor. Sie sind im Umriss meist eiförmig bis gerundet-dreieckig, seltener auch elliptisch. Das Ligament sitzt intern auf einem Vorsprung (Chondrophor) der rechten Klappe; in der linken Klappe ist meist nur eine Grube, bzw. ein nur kleiner Vorsprung. Die Schlossplatte meist kräftig mit einem zentralen Hauptzahn in der rechten Klappe. Einige Arten haben die Zähne aber reduziert. Es sind zwei in etwa gleich große Schließmuskeln vorhanden. Die Mantellinie ist nicht oder nur gering eingebuchtet. Der seitlich eingeengte Fuß besitzt eine Byssusdrüse. Die Siphonen sind kurz.
Die aragonitische Schale ist meist dick mit einer äußeren Schicht aus Kreuzlamellen und inneren Schichten aus komplexem Kreuzlamellen, selten auch sehr dünn (Apachecorbula). Die Ornamentierung besteht aus randparallelen, mehr oder weniger kräftigen Anwachsstreifen und Rippen. Selten und immer untergeordnet sind auch radiale Elemente vorhanden. Das Periostracum vor allem der linken Klappe ist oft sehr dick und randlich nicht mineralisiert.

## Geographische Verbreitung und Lebensweise
Der Schwerpunkt der Verbreitung liegt in den tropischen und subtropischen Meeren. Einige Arten leben auch in Flüssen.
Die Arten der Korbmuscheln leben flach eingegraben und mit wenigen Byssusfäden angeheftet in schlammigen Böden.

## Taxonomie
Das Taxon wurde 1818 von Jean-Baptiste de Lamarck als „Les Corbulées“ vorgeschlagen. Der Name wurde auch nach der Latinisierung weiterhin Lamarck zugeschrieben, und so ist Lamarck als der Autor des Taxon akzeptiert.
Im Treatise on Invertebrate Paleontology wird die Familie in eine Reihe von Unterfamilien untergliedert, die aber nicht von allen Autoren anerkannt wird: Caryocorbulinae Vokes, 1945, Corbulinae Lamarck, 1818, Corbulamellinae Vokes, 1945, Lentidiinae Vokes, 1945, Potamocorbulinae Habe, 1977, Caestocorbulinae Vokes, 1945 und Pachydontinae Vokes, 1945. Gelegentlich werden auch die Erodontinae Winckworth, 1932 mit einbezogen. Bouchet & Rocroi (2010) anerkennen nur fünf Unterfamilien: Corbulinae Lamarck, 1818, Corbulamellinae Vokes, 1945, Lentidiinae Vokes, 1945, Caestocorbulinae Vokes, 1945 und Pachydontinae Vokes, 1945, Caryocorbulinae Vokes, 1945, und Potamocorbulinae Habe, 1977 werden als Synonyme von Corbulinae gewertet.
- Korbmuscheln (Corbulidae Lamarck, 1818)
  - Anapteris Van Winkle, 1919 (Eozän)
  - Anisocorbula Iredale, 1930
  - Anticorbula Dall, 1898
  - Apachecorbula Oliver & Vestheim, 2015
  - Bicorbula Condra & Elias, 1945 (Eozän-Miozän)
  - Bothrocorbula Gabb, 1873 (Miozän-Pleistozän)
  - Caestocorbula Vincent, 1910 (Kreide-Eozän)
  - Caryocorbula J. Gardner, 1926 (Kreide bis heute)
  - Corbula Bruguière, 1797
  - Corbulamella Meek & Hayden, 1857 (Kreide)
  - Corbulomima Vokes, 1945 (Jura-Kreide)
  - Cuneocorbula Cossmann, 1886 (Eozän)
  - Cuspicorbula Olsson, 1928 (Eozän)
  - Eoursivivas Ota, 1964 (Kreide)
  - Exallocorbula Nemesio, Aronowsky & Anderson, 2006 (nom. nov. pro Pebasia Nuttall, 1990 non Pebasia Roewer, 1947 (Arachn.))[7]
  - Flexicorbula Chavan, 1947 (Kreide)
  - Hexacorbula Olsson, 1932 (Miozän-Rezent)
  - Hudsonina Yin & Fursich, 1992 (Jura) (nom. nov. pro Hudsonella Yin & Fürsich, 1991)
  - Indocorbula Fürsich, Heinze & Jaitly, 2000 (Jura)
  - Janschinella Merklin, 1961 (Oligozän-Miozän)
  - Juliacorbula Olsson & Harbison, 1953 (Miozän-rezent)
  - Jurassicorbula Fürsich, 1981 (Jura)
  - Lentidium de Cristofori & Jan, 1832 (Paläozän bis rezent)
  - Nipponicorbula Ota, 1964 (Kreide)
  - Pachydon Gabb, 1868 (Paläozän-Pliozän)
  - Panamicorbula Pilsbry, 1932 (Miozän-Rezent)
  - Parmicorbula Vokes, 1944 (Kreide-Eozän)
  - Potamocorbula Habe, 1955
  - Pulsidis Ota, 1964 (Kreide)
  - Rostrocorbula Harper, Palmer & Hudson, 2002 (Jura)
  - Semicorbula Cossmann, 1909 (Miozän)
  - Surobula Zinsmeister in Zinsmeister & Macellari, 1988 (Kreide/Paläogen)
  - Tenuicorbula Olsson, 1932 (Miozän-Rezent)
  - Tiza de Gregorio, 1890 (Oligozän)
  - Ursirivus Vokes, 1945 (Kreide-Eozän)
  - Varicorbula Grant & Gale, 1931[8]
    - Korbmuschel (Varicorbula gibba (Poli, 1792))

  - Vokesula Stenzel & Twining, 1957 (Eozän-Oligozän)

Die Gattung Physoida Pallary, 1900 wird in der MolluscaBase zur Familie Basterotiidae gestellt.
Nach der molekularbiologischen Analyse der Corbulidae durch Hallan et al. (2013) sind die Korbmuscheln monophyletisch. Drei Kladen kristallisierten sich heraus: die LEC-Gruppe (limnetic-euryhaline Corbulidae), die Karibische Gruppe (Caribbean) und eine Westpazifische Gruppe (Western pacific).

## Belege